# Rasmus Christian Quaade
Rasmus Christian Quaade (Copenhaguen, 7 de gener de 1990) és un ciclista danès professional des del 2009 i actualment a l'equip Riwal Readynez. Combina la carretera amb el ciclisme en pista on ha aconseguit una medalla Jocs Olímpics de Rio de 2016 i als diverses als Campionats del món. En ruta s'ha proclamat dos cops campió nacional en contrarellotge.

## Palmarès en ruta
- 2010
  -  Campió de Dinamarca sub-23 en contrarellotge
  - 1r a la Chrono champenois
- 2011
  -  Campió de Dinamarca en contrarellotge
  -  Campió de Dinamarca sub-23 en contrarellotge
- 2012
  - Campió d'Europa sub-23 en contrarellotge
  -  Campió de Dinamarca sub-23 en contrarellotge
- 2014
  -  Campió de Dinamarca en contrarellotge
  - 1r a la Chrono champenois
- 2017
  - Vencedor d'una etapa a la Ronda de l'Oise
- 2018
  - 1r a la Clàssica Loira Atlàntic
  - 1r al Duo Normand, amb Martin Toft Madsen
- 2019
  - 1r a la Fyen Rundt
  - 1r al Duo Normand, amb Mathias Norsgaard Jørgensen

## Palmarès en pista
- 2007
  -  Campió de Dinamarca júnior en Persecució
- 2008
  -  Campió de Dinamarca júnior en Persecució per equips
- 2009
  -  Campió de Dinamarca en Persecució
- 2016
  -  Medalla de bronze als Jocs Olímpics de Rio de Janeiro en persecució per equips (amb Lasse Norman Hansen, Frederik Madsen, Casper von Folsach i Niklas Larsen)

### Resultats a laCopa del Món
- 2012-2013
  - 1r a Glasgow, en Persecució per equips